# 横田葵子
横田葵子（日语：／ Yokota Kiko，1997年5月11日—），日本艺术体操运动员，2018年世界艺术体操锦标赛5人圈操银牌得主、2019年世界艺术体操锦标赛5人球操金牌得主、集体全能和3人圈操+2人棒操银牌得主。